# عبدالله العثیم مارکتس
عبدالله العثیم مارکتس (انگلیسی: Abdullah AlOthaim Markets) شرکت خرده‌فروشی عربستانی است، که در سال ۱۹۸۰ توسط عبدالله العثیم تأسیس شد.